# Зоричич, Ник
Ник Зоричич (босн. Nick Zoricic; 19 февраля 1983, Сараево — 10 марта 2012, Гриндельвальд, Берн) — боснийско-канадский лыжник, погибший в результате серьёзного падения во время 1/8 финала Кубка мира по фристайлу.

## Биография

### Ранняя жизнь
Родился в Сараево. Когда ему было пять лет, вместе со своей семьей эмигрировал в Канаду и вырос в Торонто.

### Карьера лыжника
Как это часто бывает среди спортсменов по ски-кроссу, Зоричич был горнолыжником, прежде чем заняться ски-кроссом. В декабре 1998 года Зоричич занимал первое место в мировом рейтинге по слалому в своей возрастной группе. Он начал свой первый сезон с гонки Кубка мира в Парк-Сити и завершил в десятке лучших на Nor-Am Cup в Колорадо. В сезонах 2003—2004 и 2004—2005 он участвовал в четырёх слаломах Кубка мира, но не смог пройти дальше первого круга соревнований.
В течение нескольких лет Зоричич пытался соревноваться с лучшими лыжниками мира по слалому, но травмы не позволили ему подняться в рейтинге. В 2008 году он решил перейти на фристайл.
Зоричич дебютировал в ски-кроссе на Кубке мира по фристайлу 19 января 2009 года в Лейк-Плэсиде, заняв 61-е место. Свои первые очки Кубка мира он заработал 24 февраля того же года, заняв 15-е место в Бранесе, Швеция. В сезоне 2009–2010 он не смог пройти отбор на зимние Олимпийские игры 2010 года в Ванкувере.
Наибольшего успеха Зорич достиг в сезоне 2010–2011. В тот год он ни разу не занял место ниже восьмого и впервые поднялся на пьедестал почёта Кубка мира 7 января 2011 года, заняв второе место на Санкт-Иоганн-ин-Тироль. Спустя год, 15 января 2012 года, он занял третье место в гонке Кубка мира в Ле-Контамин-Монжуа.

### Смерть
На гонке Кубка мира 10 марта 2012 года в Гриндельвальде, Швейцария, Зоричич сильно врезался головой в сетку, выстилающую трассу, после того как выехал за пределы трассы и упал на последнем прыжке. Он потерял сознание, получил тяжелую черепно-мозговую травму и был доставлен на вертолете в больницу в Интерлакен, где позже была констатирована его смерть.
Впоследствии было много споров о том, можно ли было избежать его смерти. Швейцарская полиция заявила, что трагедия была спортивным несчастным случаем, а не следствием какого-либо недостатка в лыжной трассе. Семья Зоричича и некоторые гонщики предполагают, что был ряд проблем с финальным прыжком и финишем трассы. Семья Зоричича пригрозила подать в суд на Международную федерацию лыжного спорта и Альпийскую канадскую федерацию, если они откажутся начать независимое расследование.